# Площа Гаріна-Михайловського (станція метро)
55°02′09″ пн. ш. 82°54′00″ сх. д. / 55.03583° пн. ш. 82.90000° сх. д.
«Площа Гаріна-Михайлівського» (рос. Площадь Гарина-Михайловского) — станція Дзержинської лінії Новосибірського метрополітену , розташована під однойменною площею, в зоні найбільшого залізничного вузла «Новосибірськ-Головний». Відкрита в грудні 1987 — у складі першої ділянки Дзержинської лінії завдовжки 1,6 км.

## Технічна характеристика
Конструкція станції — трипрогінна колонна мілкого закладення, побудована за типовим для перших станцій новосибірського метро проекту. Має 17 пар колон з кроком 6 м. Відмінною особливістю станції є монолітне перекриття платформової частини зі сферичними нішами, в які вмонтовані освітлювальні плафони.

## Колійний розвиток
Станція є кінцевою Дзержинської лінії. Через неможливість будівництва відкритим способом на території залізничної станції, за станцією немає тупиків для обороту поїздів. Перед станцією покладений з'їзд, за яким здійснюється перехід поїздів, що відправляються зі станції з першу на другу колію перегону. Крім того, до першої колії перегону до станції «Сибірська» примикає сполучна гілка з Ленінською лінією, на цю станцію прибувають і виходять на лінію потяги.

## Вестибюлі
Станція має два вестибюлі. Північний вестибюль (донедавна був закритий на реконструкцію) з'єднаний з платформою трьома ескалаторами. Спочатку він був з'єднаний з підземним переходом що проходять поперек станції. Південний вестибюль має два виходи на площу до залізничного вокзалу, причому один з них накритий павільйоном. Крім того, в 2006 підземний перехід був з'єднаний з приміським вокзалом двома ескалаторами. Пройти в приміський вокзал можна і по поверхні. З 26 серпня 2011 північний вестибюль відкритий для пасажирів.

## Оздоблення
В оздобленні використані світлі мармур і граніт різних відтінків. Оригінальна стеля станції, виконана з монолітного залізобетону з напівсферичними нішами , в яких розташовані світильники . Колійні стіни платформової ділянки оздоблені блідо-рожевим мармуром , круглі колони світло-сірим мармуром. З одного вестибюля є тристрічковий ескалаторний спуск.

## Ресурси Інтернету
- Станція Площа Гаріна Михайлівського на офіційному сайті Новосибірського метрополітену [Архівовано 21 лютого 2014 у Wayback Machine.](рос.)
- Станція "Площа Гаріна-Михайлівського" на сайті "Світ метро" [Архівовано 29 квітня 2014 у Wayback Machine.](рос.)
- Схема станції(рос.)
- На сайті А. Позднякова [Архівовано 29 квітня 2014 у Wayback Machine.] (рос.)